# 333 هـ
333 هـ هي سنة في التقويم الهجري امتدت مقابلةً في التقويم الميلادي بين سنتي 944 و945.

## مواليد
- أبو الليث السمرقندي

## وفيات
- أبو العرب التميمي
- أبو منصور الماتريدي